# Leucandra crustacea
Leucandra crustacea är en svampdjursart som först beskrevs av Ernst Haeckel 1872.  Leucandra crustacea ingår i släktet Leucandra och familjen Grantiidae. Inga underarter finns listade i Catalogue of Life.